# لوميفلافين
لوميفلافين هو ناتج سام للتفكك الضوئي لفيتامين ب2.